# Asteropsis
Asteropsis is een geslacht van zeesterren, en het typegeslacht van de familie Asteropseidae.

## Soort
- Asteropsis carinifera (Lamarck, 1816)